# Turza Wielka (powiat mławski)
Turza Wielka – wieś sołecka w Polsce położona w województwie mazowieckim, w powiecie mławskim, w gminie Lipowiec Kościelny.
W latach 1975–1998 miejscowość należała administracyjnie do województwa ciechanowskiego.
Turza Wielka znajduje się przy drodze wojewódzkiej nr 563 z Rypina przez Żuromin do Mławy.
Wzmianki o miejscowości Turza Wielka pojawiają się w niewielu dokumentach. Jednakże na podstawie tych nielicznych wzmianek można wnioskować, iż powstała ona na przełomie XV i XVI wieku, podobnie jak inne okoliczne wsie.
W 1770 r. w niedalekiej odległości od Turzy Wielkiej, na grądzie wśród bagien Mławki, ukrywany był ranny w bitwie pod Szreńskiem Józef Sawa Caliński, dowódca konfederacji barskiej.
W centrum wsi znajdowała się mleczarnia (punkt skupu mleka) powstała w 1938 roku. W Turzy Wielkiej pozostało także kilka domów drewnianych, powstałych na początku XX wieku oraz resztki parku podworskiego z XIX wieku.